# Ahura Mazda

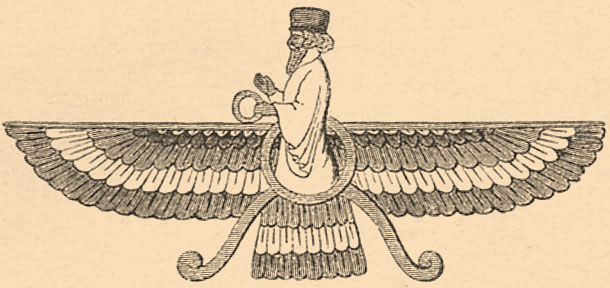
Ahura Mazda-symbol.

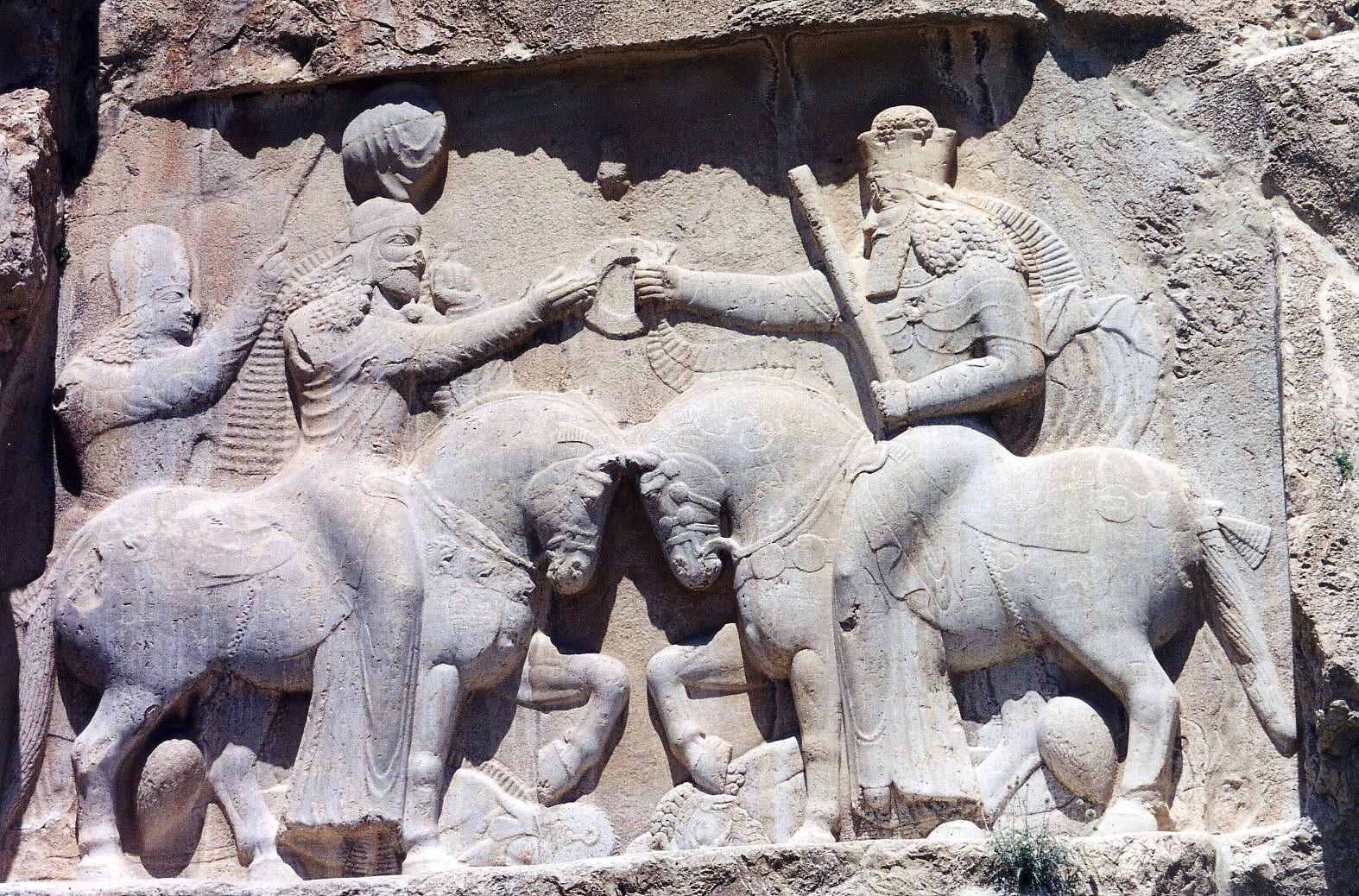
Relief vid Naqsh-i-Rustem. Den onde Ahriman trampas ner av Ahura Mazda (till höger).

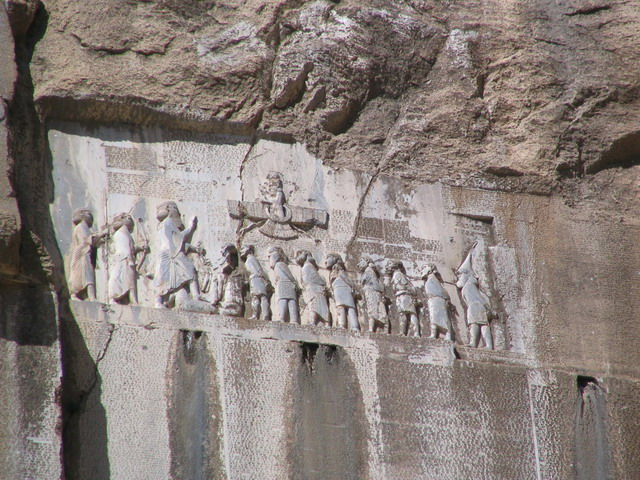
Dareios I inskription med referenser till Ahura Mazda.

Ahura Mazda (avestiska för "Höga Visheten" eller "Vishetens Herre", medeliranska namnformer: Ohrmazd, Ohrmizd, m.fl., nypersiska: Hormoz) är hos filosofen Zarathustra det gudomliga som personifierad visdom, och inom zoroastrismen den högste guden förknippad med himlen. Ahura Mazda omnämns för första gången i Zarathustras Sånger och dyrkades även av den akemenidiske kungen Dareios I och hans efterföljare som den störste av gudar och kungens beskyddare.
Ahura Mazda tillägnas det första avsnittet (yasht) i den zoroastriska hymnsamlingen Yashterna.

## I forniransk filosofi och religion
Både namnet och ordet Ahura (Den Höge, Majestätet) verkar ha funnits inom den forniranska religionen före Zarathustra. Hos Zarathustra blir Ahura Mazda som personifierad visdom själva grunden för en filosofi. I zoroastrismen som utvecklades efter Zarathustra blev Ahura Mazda en himmelsgud i form av den ljusa himlen på dagen, men ibland iklädd nattens stjärnor. Ibland sågs hen som allomfattande, inneslutande hela världen. Vissa menar att Ahura Mazda motsvarar den indiske guden Varuna.
Ahura Mazda har enligt myten skapat ett par tvillingar, Spenta Mainyu och Angra Mainyu. Spenta Mainyu är den gode anden och Angra Mainyu den onde som tillsammans symboliserade den mentala kampen mellan goda tankar och onda tankar. 

## Inom zoroastrismen
Först i och med Zarathustra började ordet Mazda (vis) användas för guden och inom zoroastrismen identifierades snart Ahura Mazada med Spenta Mainyu och blev därmed en alltigenom god gud i motsats till den onde Angra Mainyu vars medeliranska namnform är Ahriman. Runt Ahura Mazda finns en grupp väsen som kallas amesha spentas (heliga odödliga) som tar upp Ahura Mazdas egenskaper och samtidigt utgör en ersättning för de tidigare gudomarna. Enligt Zarathustra skapade Ahura Mazda universum och den kosmiska ordningen.